# Colégio Paixão
O Colégio Paixão foi uma instituição privada de ensino que existiu durante o século XIX na cidade de Petrópolis, no Rio de Janeiro.

## História
Foi fundado em 1871, sendo dirigido pelo casal de educadores José Ferreira da Paixão (1938-1908) e Maria Augusta Paixão, que mantiveram as atividades do colégio até 1891. Os filhos do casal, dentre eles o médico, político e jornalista Ernesto José Ferreira da Paixão, também estudaram na instituição. 
O Paixão se instalou em prédio que havia sido ocupado por outras instituições. Veio a substituir a Escola Doméstica Nossa Senhora do Amparo, fundada em 1868 pelo padre João Siqueira de Andrade, a qual sucedeu, por sua vez, o Colégio Santa Teresa (1859-1863), fundado por Bernardo José Felletti. Anteriormente ainda, o lugar abrigava o Colégio Calógeras (1850-1859), ministrado por João Batista Calógeras, o qual arrendava o prédio e terreno do Marquês de Paraná, Honório Hermeto Carneiro Leão. No Calógeras, lecionou o instrutor Inácio Cochrane, transferido de Nova Friburgo. O local atualmente corresponde à Rua Dr. Sá Searp.
Em 1879, o Imperador D. Pedro II visitou o Paixão, o que divulgou melhor nos jornais da corte o colégio em relação a outras instituições.
O Colégio Paixão atendia apenas crianças e adolescentes do sexo masculino, oriundos não só do Rio de Janeiro, como de outras regiões do Brasil, como o sul de Minas Gerais. 
Em 1882, o Colégio Paixão introduziu dois esportes na cidade de Petrópolis que não "vingaram" na época: corrida a pé e, segundo relato de Gabriel Kopke Froés, o futebol.
No acervo do Museu Imperial, há uma fotografia de 1875, de autoria de José Kopke Fróes, que mostra o Colégio Paixão visto do alto da Rua Teresa (hoje Rua Dr. Sá Searp).

## Ex-alunos
- Alcindo Guanabara, político e jornalista[5];
- Olintho Deodato dos Reis Meirelles, médico e político;